# Калберсон (округ)
Округ Калберсон (англ. Culberson county) — округ штата Техас Соединённых Штатов Америки. На 2000 год в нем проживало 2975 человек. По оценке бюро переписи населения США в 2008 году население округа составляло 2431 человек. Окружным центром является город Ван-Хорн.

## История
Округ Калберсон был сформирован в 1911 году из участка округа Эль-Пасо. Он был назван в честь Дэвида Браунинга Калберсона, юриста и солдата в гражданской войне.

## География
По данным бюро переписи населения США площадь округа Калберсон составляет 9875 км², из которых 9874 км² — суша, а 1 км² — водная поверхность (0,01 %).
На территории округа Калберсон находится бо́льшая часть национального парка Гуадалупе-Маунтинс, включая высшую точку Техаса — Гуадалупе-Пик (2667 м).